# Oktay Rıfat Horozcu
Oktay Rifat Horozcu, más conocido como Oktay Rifat, (10 de junio de 1914-18 de abril de 1988) fue un escritor y dramaturgo turco, y uno de los principales poetas de la poesía turca moderna desde finales de los años treinta. Fue el fundador del movimiento Garip, junto con Orhan Veli y Melih Cevdet. 
Oktay Rifat tuvo una gran influencia en la poesía turca moderna, al margen de las convenciones poéticas tradicionales y creando un nuevo movimiento. 

## Primeros años
Oktay Rifat nació el 10 de junio de 1914 en la ciudad de Trebisonda, hijo del poeta y lingüista Samih Rifat Horozcu, quien también fue gobernador de Trebisonda.
Se graduó de Ankara Erkek Lisesi (Ankara Highschool) en 1932, y completó una Licenciatura en Derecho de la Universidad de Ankara. Fue nombrado en París, Francia por el Ministerio de Estado para hacer su doctorado, sin embargo, regresó después de tres años sin completar su título debido al estallido de la Segunda Guerra Mundial. 
Se mudó a Estambul en 1955 y comenzó a trabajar como asesor legal para los ferrocarriles estatales turcos en 1961. Se retiró en 1973 y murió en Estambul el 18 de abril de 1988. Fue enterrado en el cementerio de Karacaahmet en el distrito Üsküdar de Estambul.

## Carrera
Oktay Rifat comenzó a escribir poesía como estudiante de secundaria, y sus primeros poemas se publicaron entre 1936 y 1944 en la revista de literatura Varlık (Existencia). 
En 1941, junto con sus amigos Orhan Veli Kanık y Melih Cevdet Anday, publicó el famoso libro Garip, que constituyó el primer ejemplo del movimiento Garip o "Extraño".
Sus poemas, que utilizan toda la riqueza de su lengua turca nativa, incluyen a Karga ile Tilki (El cuervo y el zorro), por la cual ganó el Premio de Poesía Yeditepe en 1955. Su obra rechazó formas más antiguas y complejas, favoreciendo la simplicidad y los ritmos frescos.
Oktay Rifat también publicó novelas como Bir Kadının Penceresinden (A través de la ventana de una mujer) y Danaburnu (Calf Nose), obras teatrales como Kadınlar Arasında (Among Women, representada por primera vez en 1948), y tradujo obras antiguas al turco desde latín y griego.

## Premios
- Premio de poesía Yeditepe de 1954 - para Karga ile Tilki
- Premio de Poesía del Instituto de Lengua Turca de 1970 - por su libro Şiirler (Poemas)
- 1970 Ankara ArtLovers Foundation Mejor juego del año y TRT Art Awards Competition Premio al mejor talento por su obra teatral llamada Yağmur Sıkıntısı (Oppressive Air)
- Premio Fundación Sedat Simavi 1980 - por la poesía en el libro Bir Cigara İçimi (Fumar un cigarrillo)
- 1984 Necatigil Poetry Award - por su libro Dilsiz ve Çıplak ' (Mute and Naked)
- Premio romano Madaralı 1980 - por su novela Danaburnu